# برید
برِید (به انگلیسی: Braid) یک بازی ویدئویی در سبک سکوبازی و معمایی است که توسط شرکت مستقل «نامبر نان» تولید شده‌است. این بازی در ۶ اوت ۲۰۰۸ از طریق سرویس ایکس‌باکس لایو برای کنسول ایکس‌باکس ۳۶۰ در دسترس قرار گرفت. نسخه مایکروسافت ویندوز این بازی در ۱۰ آوریل ۲۰۰۹، ارائه شد. همچنین شرکت «هات‌هد گیمز» نیز این بازی را در ۲۰ مه ۲۰۰۹ برای اواس ده، و ۱۲ نوامبر ۲۰۰۹ از طریق شبکه پلی‌استیشن عرضه کرد.
داستان این بازی دربارهٔ شاهزاده‌ای به نام تیم است، که در تلاش برای آزاد کردن پرنسس از چنگال یک هیولاست. داستان در پیغام‌هایی نوشتاری در ابتدای هر مرحله روایت می‌شود و محیط بازی از ۶ جهان تشکیل شده‌است که تام برای یافتن پرنسس در هر یک از این جهان‌ها جستجو را آغاز می‌کند. با پیشرفت در بازی، نوشتارها دربارهٔ انگیزه‌ها و علل گم شدن پرنسس و جستجوی تیم توضیحاتی ارائه می‌کند. این بازی ویژگی‌های سنتی سبک سکوبازی را با قدرت‌های متنوعی که مهمترین آن کار با زمان است، ترکیب می‌کند. بازیکن با حل معماهایی که منجر به دریافت تکه‌هایی از جورچین می‌گردد، و حل جورچین در بازی پیشرفت می‌کند.

## روند بازی
سیر پیشرفت در این بازی بر اساس حل معماهایی فیزیکی است؛ امکاناتی سنتی در این سبک همچون پریدن، راه رفتن، بالا رفتن از نردبان‌ها، جمع‌آوری کلیدها، بازکردن درها و راه انداختن اهرم‌ها برای تیم تعبیه شده‌است. اما آنچه که این بازی را از سایر بازی‌های هم سبک خود جدا می‌کند، قدرت نامحدود تیم در بازی با زمان است: تیم می‌تواند زمان را به عقب بازگرداند تا از اشتباهات و مرگ خود جلوگیری کند، یا زمان را در مکان‌هایی تند یا کند نماید، یا از تصویر خود در آینده کمک بگیرد تا بتواند معماهای بازی را حل کند. این بازی به ۶ جهان تقسیم شده که به ترتیب باید تجربه شوند.
هر دنیایی مکانیک زمانی خاص خود را دارد:
- زمان و بخشش: در این دنیا تیم می‌تواند زمان را به عقب بازگرداند.
- زمان و راز: در این دنیا تیم با اشیائی مواجه می‌شود که حضور و عدم حضورشان در موقعیت‌های مختلف مستقل از زمان است. بر همکنش این اشیاء با سایر اشیاء و مکانیک‌های بازی باعث بروز شرایط و وضعیت‌های جالبی می‌شود که معماهایی را حل می‌کند.
- زمان و مکان: در این دنیا زمان اشیاء وابسته به مکان تیم در محور افقی است. حرکت تیم به سمت چپ تصویر، اشیاء و رخدادها را به گذشته‌شان بازمی‌گرداند و حرکت تیم به سمت راست تصویر، باعث گذر زمان برای اشیاء و رخدادها می‌شود.
- زمان و تصمیم: با بازگرداندن زمان، تصویری (از جنس آینده) از تیم تمام کنش‌های وی - قبل از زمانی که تیم زمان را به عقب برده بود- را تکرار می‌کند و پس از آن ناپدید می‌شود. این سایه قابلیت تعامل با برخی اشیاء و مکانیک‌ها را دارد.
- تردید: تیم حلقه‌ای به دست دارد که با آن می‌تواند در مکان رها کردن حلقه، زمان را کند و در نتیجه وقوع تمام کنش‌ها و رخدادهای آن مکان را کند کند. نزدیک تر بودن وقایع به حلقه، سرعت وقوع آن‌ها را کندتر می‌سازد.
- این جهان «یک.» نامیده می‌شود و در آن زمان به عقب حرکت می‌کند. بازگرداندن زمان به عقب در این دنیا توسط تیم باعث جریان عادی زمان و وقایع می‌گردد.

در انتهای هر دنیا جورچینی وجود دارد که تکه‌های آن در مراحل مختلف این دنیا در دسترس است. این مکان‌ها از طریق درهایی در قصر تیم قابل دسترسی هستند. با جمع کردن تمام قطعات و جور کردن جورچین هر دنیا، بخش‌هایی از نردبان تکمیل می‌شود که ورود تیم به دنیای نهایی را میسر می‌سازد. علاوه بر این، تصاویر در بطن خود داستان‌هایی ارائه می‌کنند که معنای نوشته‌های موجود در ابتدای هر دنیا را کامل می‌کنند. هر چند روایت پیچیده و ناقص هر دنیا ممکن است بر ابهام بازی‌کننده و بروز سوالات حل نشده بیفزاید. یک مد «تمام کردن سریع بازی» (به انگلیسی: Speedrun) نیز در بازی وجود دارد که با تمام کردن بازی، در دسترس قرار می‌گیرد. در گوشه و کنار دنیاها، هشت ستاره وجود دارد که مخفی شده‌اند. گرفتن آن ستاره‌ها یک پایان دیگر برای بازی ایجاد می‌کند و تصویر یک صورت فلکی آندرومدا در بیرون خانهٔ تیم پدیدار می‌سازد.

## داستان
- زمان و بخشایش

تیم به دنبال یافتن پرنسسی است که توسط هیولایی خبیث و ترسناک دزدیده شده‌است. تیم به یاد ندارد که ارتباطش با پرنسس چگونه بوده، اما تیم با قطعیت به یاد دارد که اشتباهی کرده و باید آن را جبران یا در صورت امکان آن را پاک کند. تیم می‌داند که گم شدن پرنسس به خاطر اشتباه خودش بوده، با این همه وی در سال‌های دور در قبال پرنسس اشتباهاتی مرتکب شده؛ اشتباهاتی که بعضاً فراموش گردید، یا با خاطره‌ای دیگر جایگزین گردید. با این همه، یک خاطره از ذهن تیم حذف نمی‌شود: پرنسس با صراحت روی خود را از تیم برگرداند، در حالی که موهای بافته‌اش (Braid) مانند شلاقی بر تن لیف ضربه می‌زد. تیم می‌دانست که پرنسس سعی می‌کرد بخشنده باشد، اما هیچ‌کس نمی‌تواند دروغ را نادیده بگیرد. هیچ‌کس نمی‌تواند خیانت را نادیده بگیرد. چنین اشتباهاتی رابطه را به‌طور بازگشت ناپذیری تغییر خواهد داد، حتی اگر ما از آن اشتباه درس گرفته و نخواهیم آن را تکرار نماییم.
دنیای ما با قانون علت و معلولی خود به ما یاد داده که نسبت به بخشندگی و بخشش خسیس باشیم، زیرا اگر به آسانی اشتباهی را ببخشیم، به شدت آسیب می‌بینیم. اما اگر از اشتباهات درس بگیریم و بهتر شویم، نیاید به جای مجازات شدن، به خاطر یادگیری و افزایش فهممان پاداشی دریافت کنیم؟ چه می‌شد اگر دنیای ما این گونه بود: می‌گفتم: «من از چیزی که گفتم منظوری نداشتم» و در جواب می‌گفت: «بله من متوجه منظورت شدم.» و رویش را برنمی‌گرداند؛ زندگی به همان صورتی ادامه می‌یافت که گویی هرگز آن جمله را نگفتم. این آسیب پاک می‌شد و ما آگاهی پیدا کرده بودیم. آن وقت تیم و پرنسس در حیاط با هم راه می‌رفتند و می‌خندیدند. اشتباهات آن دو در لایه‌هایی امن از جنس زمان پنهان می‌شد.
- زمان و راز: در سال‌های گذشته، تیم پرنسس را رها کرده و به سفر رفته بود. او حالا اندکی افسوس می‌خورد. حالا وی دوباره سفر کرده، برای پیدا کردن پرنسس؛ تا بگوید که کارش چقدر ناراحت‌کننده بوده. با این وجود وی می‌خواهد بگوید که این سفر مفید بوده: وی تا مدتی دراز، فکر می‌کرد این دو در حال پروراندن رابطه‌ای بی نقص بودند. تیم همهٔ اشتباهات خود را به عقب بازمی‌گرداند. پرنسس نیز سعی در مهار افسار اشتباهاتش داشت. با این همه، سخاوت پرنسس، تیم را محدود می‌کرد؛ تیم باید توقعات پرنسس را برآورده می‌کرد. زندگی تیم از حدود تعیین شدهٔ پرنسس فراتر نمی‌رفت. تیم نیاز به امید به برتری داشت، باید از حدود خارج می‌شد. گاهی باید از نوازش‌های محبت‌آمیز پرنسس مصون بود.
- زمان و مکان: وقتی تیم به خانهٔ پدر و مادرش رفت تا ناهار را در کنار آن‌ها باشد، احساس کرد که به سال‌های گذشته بازگشته است: «زمانی که وی از اصرار آن‌ها بر حفظ ارزش‌های اخلاقی بی‌معنی و بیگانه اذیت می‌شد. وقتی تیم به دانشگاه رفت و از خانه دور شد، انگار فرار می‌کرد. احساس خجالت وی از کودکیش در حال محو شدن بود. اما احساس ترس از گام برداشتن در اجتماع، در او در حال شکل‌گیری بود. با این همه با تمام شدن بازدید، وی احساس آرامش کرد. وی دید که نسبت به گذشته چقدر پیشرفت کرده‌است. این پیشرفت بود که او را روز به روز به پیدا کردن پرنسس نزدیکتر کرد. در سفر، وی احساس کرد که هر مکانی، احساسی در انسان به وجود می‌آورد. هر احساسی، خاطره‌ای را ظاهر می‌سازد. آیا امشب نمی‌توان از طریق گشت و گذار از یک مکان به مکانی دیگر و توجه به احساس، پرنسس را پیدا کرد؟ باید احساسات، حیرت و الهام مسیری برای یافتن قصر باشد. در آینده، بازوان پرنسس او را فرا می‌گیرند، و بوی او تیم را به هیجان خواهد آورد. چنان لحظهٔ قدرتمندی ساخته خواهد شد که او می‌تواند آن را از گذشته به یاد آورَد. تیم حالتی شبیه خوشبینی داشت.
- زمان و تصمیم: پرنسس هیچگاه متوجه وسوسه‌های تیم نشد. وسوسه‌هایی که به رفتار وی جهت می‌دادند. پرنسس شور و هیجانی که با گذر زمان در چهرهٔ تیم خطوطی حکاکی می‌کرد را نفهمید. با همهٔ بدی پرنسس، تیم وی را دربر گرفت و در گوش او کلماتی نجوا کرد. پس از شام، هر دو می‌دانستند که زمان موعود فرا رسیده‌است. تیم، پرنسس را بوسید و از در خارج شد. تیم باید می‌گفت من می‌روم که پرنسس خودم را پیدا کنم. اما نیازی در این کار نمی‌دید. در تمام شب‌هایی که گذشت، پرنسس تیم را همچنان دوست داشت.
- تردید: شاید در یک دنیای بی نقص، حلقه نمادی از شادی باشد. نشانهٔ فداکاری مداوم. اگر تیم نتواند پرنسس را پیدا کند، سعی خود را خواهد کرد. هنوز حلقه را به دست دارد. با این همه، حلقه مانند فانوسی هشدار دهنده برای سایرین می‌درخشد: حلقه باعث می‌شود مردم آرامتر نزدیک شوند؛ با احساس شک و بدگمانی. پیش از آغاز کلام، برخوردها تباه می‌شوند. در این زمان بود که او یادگرفت با دیگران محافظه کارانه برخورد کند. تیم تصمیم گرفت حلقه را در جیب خود مخفی کند، اما به سختی می‌توانست تحمل کند. با مخفی شدن حلقه، تیم دچار اختناق می‌شد.
- در جهان آخر، که همه چیز (به غیر از تیم) به عقب بازمی‌گردد، پرنسس از یک شوالیهٔ عصبانی فرار می‌کند و با همکاری تیم از موانع مرگبار عبور می‌کنند تا در خانه به هم برسند. در این لحظه وقایع تغییر کرده و تیم خارج از خانه قرار می‌گیرد. خانه نیز قفل شده‌است. با بازگرداندن زمان به عقب توسط بازی‌کننده، زمان به جریان عادی خودش بازمی‌گردد و کنش‌های تیم به عقب بر می‌گردند. با این همه، از حرکت عادی وقایع در زمان دیده می‌شود که پرنسس در حال فرار از تیم است و برای تیم تله مرگباری ایجاد می‌کند که تیم از آن‌ها به سلامت عبور می‌کند. در نهایت پرنسس در دستان شوالیه قرار گرفته و شوالیه وی را نجات می‌دهد. تیم در می‌یابد که هیولایی که پرنسس را دزدیده بود و اکنون پرنسس از آن فرار کرده، خودش است.

با تکمیل بازی متن‌های اضافه‌ای دیده می‌شود که داستان را توسعه می‌دهند. پایان بازی به‌طوری عمدی ابهام‌آمیز است و محل تفسیرهای فراوان. با این همه یکی از پایان بندی‌ها به جملهٔ مشهر کِنِت بینبریج پس از انفجار اولین بمب اتمی اشاره دارد: «حالا همهٔ ما حرام‌زاده‌ایم.» با این تفسیر، تیم مانند یک دانشمند است و پرنسس نماد بمب اتمی. برخی نیز نام بازی را هم به موهای بافته شده پرنسس و هم به درهم تنیدن زمان که ناشی از مکانیک‌های بازی است تغیر می‌کنند. بلو اشاره کرده که بیش از یک تفسیر برای این داستان وجود دارد، و وی قادر به توضیح داستان از طریق کلمات نیست. با این همه ایدهٔ اصلی دربارهٔ چیزی بزرگ و چشمگیر است که در برابر دیده شدن به‌طور مستقیم مقاومت می‌کند. بلو می‌گوید برید دربارهٔ سفر است، نه مقصد پایانی. این ابهام و مخفی ماندن داستان تعمدی است.

## تولید
طراح بازی، جاناتان بلو با سرمایهٔ شخصی و در مدت ۳ سال این بازی را طراحی کرد. در طراحی‌های هنری این بازی، شخصی به نام دیوید هل‌من با بلو همکاری کرد. طراحی‌های هنری پیوسته تکرار و اصلاح گردید تا مطابق با سلیقه و علاقهٔ بلو باشد. این بازی با نقدهای مثبتی از منتقدین مواجه شد، تا جایی که در زمان ارائه، بالاترین نمره را بین بازی‌های ایکس‌باکس لایو دریافت کرد. جاناتان بلو این بازی را با هدف تغییر ساختارهای رایج در دنیای بازی‌های ویدئویی طراحی کرد. به بیان خودش سعی داشت با طراحی معماهایی برای تکمیل یک جورچین پیچیده، سوالات عمیق فلسفی و اخلاقی مطرح کند.
داستان بازی الهام گرفته از آثار ایتالو کالوینو (شهرهای ناپیدا)، الن لایتمن (رویاهای آینشتاین)، دیوید لینچ (جاده مالهالند) می‌باشد. هدف بلو این بود که برید بتواند تفکر را وسیع‌تر کند و مردم تجربه‌ای بدیع به دست بیاورند؛ چیزی که تاکنون از مدیوم دیگری به دست نیاورده‌اند.

## استقبال
بازی برید به خاطر معماهای بی‌نظیری که خلق کرده‌است، یک شاهکار در بازی‌های ویدئویی به حساب می‌آید. با این همه، به دلیل مدت زمان کوتاه اتمام بازی، منتقدین را کمی دلسرد کرده‌است.